# Rhampholyssa stevenii
Rhampholyssa stevenii là một loài bọ cánh cứng trong họ Meloidae. Loài này được Fischer von Waldheim miêu tả khoa học năm 1824.